# Liste der Mitglieder der National Academy of Sciences/2001
Im Jahr 2001 wählte die National Academy of Sciences der Vereinigten Staaten 87 Personen zu ihren Mitgliedern. Leonard Mandel wurde außerdem posthum aufgenommen.

## Neugewählte Mitglieder
- Charles R. Alcock
- Jorge E. Allende
- Ofer Bar-Yosef (1937–2020)
- Barry J. Beaty
- Michael L. Bender
- Lewis R. Binford (1931–2011)
- Pamela J. Bjorkman
- Leo Breiman (1928–2005)
- Maurice S. Brookhart
- Frederick P. Brooks, Jr. (1931–2022)
- Robert A. Brown
- Joan S. Brugge
- Larry L. Bumpass
- Lewis C. Cantley
- Stephen R. Carpenter
- Robert J. Cava
- Thure E. Cerling
- Enrico Coen
- Peter R. Crane
- Peter Cresswell
- F. Fleming Crim
- Roy Curtiss, III
- Alexander Dalgarno (1928–2015)
- Partha Sarathi Dasgupta
- Pietro V. De Camilli
- Richard Doll (1912–2005)
- Charles B. Duke (1938–2019)
- Lawrence H. Einhorn
- John H. Exton
- Douglas T. Fearon
- Christopher B. Field
- George W. Flynn (1938–2020)
- Stuart J. Freedman (1944–2012)
- Jeffrey M. Friedman
- Inez Y. Fung
- Alexander N. Glazer
- Robert B. Goldberg
- Jeffrey I. Gordon
- Arthur C. Gossard
- James N. Gray (1944–2012)
- Philip P. Green
- Mark Groudine
- Theodor Hänsch
- Alan J. Heeger
- Russell J. Hemley
- Tasuku Honjo
- Lonnie O. Ingram (1947–2020)
- Jack R. Jokipii (1939–2022)
- Ronald W. Jones (1931–2022)
- Gerald F. Joyce
- Daniel Kahneman (1934–2024)
- Robion C. Kirby
- Todd R. Klaenhammer (1951–2021)
- Mimi A. R. Koehl
- John Kuriyan
- J. Clark Lagarias
- Lynn T. Landmesser
- Richard P. Lifton
- David H. MacLennan (1937–2020)
- Leonard Mandel (1927–2001)
- Gregory A. Margulis
- James L. McClelland
- Rene Millon (1921–2016)
- William D. Nordhaus
- Elinor Ostrom (1933–2012)
- E. Ronald Oxburgh
- Jacob Palis, Jr.
- Michael J. D. Powell (1936–2015)
- Charles Y. Prescott
- Robert D. Putnam
- Frank M. Richter
- Donald G. Saari
- Jean-Michel Saveant
- Marlan O. Scully
- Dietmar Seyferth (1929–2020)
- Alfred Sommer
- Ralph M. Steinman (1943–2011)
- Jesse Summers
- David W. Tank
- Edwin W. Taylor
- Ronald D. Vale
- Leslie G. Valiant
- Robert M. Wald
- Michael S. Waterman
- Ryuzo Yanagimachi
- Patricia C. Zambryski
- Efim I. Zelmanov
- Ewine F. van Dishoeck